# Vihara

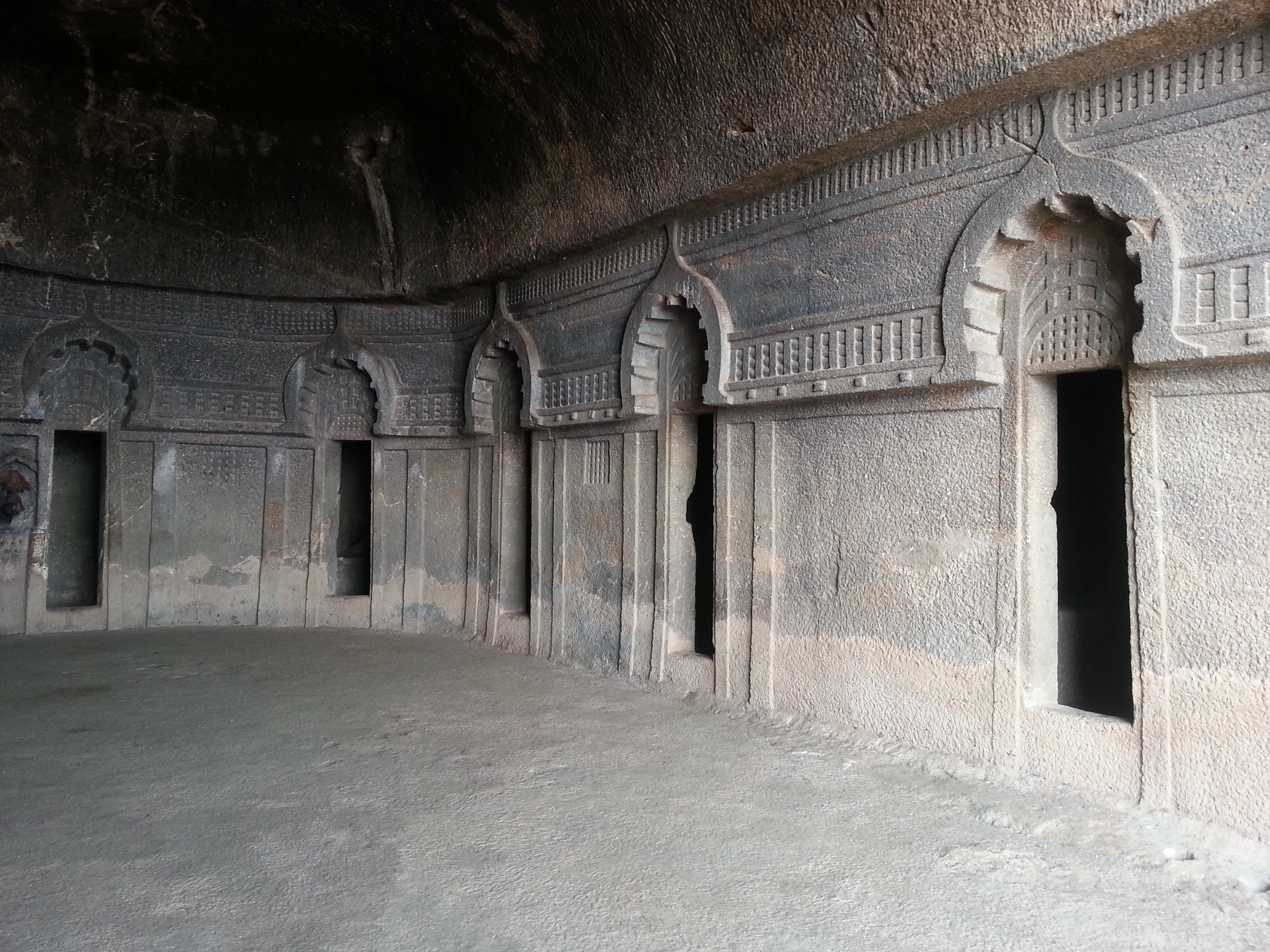
Interior de un vijara excavado en roca, que forma parte de las Cuevas de Bedse, cerca de Pune.

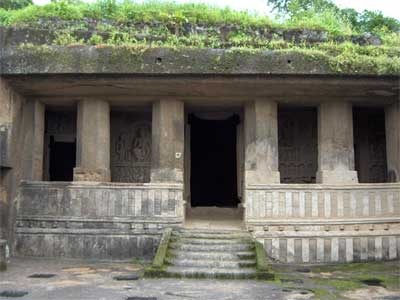
Entrada del vijara de Kanheri.

En idioma sánscrito y en idioma pali, vijara designa a un monasterio o a un templo (mandir) del budismo hīnayāna (pequeño camino) o theravada.
- vihāra, en el sistema AITS (alfabeto internacional para la transliteración del sánscrito).
- विहार, en escritura devanagari del sánscrito.
- Pronunciación: /vijára/.[1]
- Etimología: diversión, caminar por placer, sitio de recreación, templo budista (originalmente un sitio techado donde los monjes podían caminar).[1]

La palabra vijara originalmente significó un refugio, aquel utilizado como residencia fija durante la vassa o estación de las grandes lluvias monzónicas por parte de los primeros bhikkhu (monjes budistas) quienes, como la mayoría de los ascetas de la Antigüedad, eran errabundos. El vijara moderno típico comprende una sala de meditación rodeada de celdas o claustros y posee alguna representación de Buda Gautama. Un árbol bodhi (iluminación) se encuentra en las proximidades.
Como los monjes budistas usualmente no son de clausura (o enclaustrados) sino libres de desplazarse por diversos lugares ―fuera del periodo de vassa―, un vijara no puede abrigar sino a algunos pensionados durante periodos limitados. Ni siquiera en la actualidad la gran mayoría de los monjes theravada reside permanentemente en un monasterio. Las reglas que estipulan la vida en el vijara se encuentran en los textos llamados vinaias (códigos monásticos).
En Tailandia el vijara es llamado vijarn y ha devenido en un templo propiamente dicho; allí los monjes residen dentro de estructuras llamadas wat en torno al edificio con la sala principal del templo llamada ubosoth (abreviado bot), palabras de origen jemer (wat de ubosoth o wat poh, en donde se suele encontrar la estatua de culto de Buda).
La palabra vijara parece ser el origen del nombre del estado indio de Bihar (debido a la cantidad de monasterios budistas) y puede haber sido incluso el de la ciudad de Bujará, que hasta aproximadamente los siglos VII y VIII eran ambos predominantemente budistas. La palabra china correspondiente a vijara, jīngshè (精舍), jamás se usa para designar a los templos o monasterios tradicionales aunque sí desde el siglo XX para designar a los grupos de estudios budistas o a la práctica búdica.

## Constitución del vihara
Los primeros vihara debieron ser sencillas construcciones de madera o de bambú; posteriormente sobre los terrenos donados o puestos a disposición de la sangha por nobles o por mercaderes opulentos deseosos de ganar prestigio las construcciones sólidas aparecieron rápidamente, situadas comúnmente en las cercanías de las ciudades o de las grandes rutas comerciales para poder acceder fácilmente a limosnas y donativos. Ulteriormente los cenobitas comenzaron a competir con los monjes errantes aunque sin nunca reemplazarlos. Hacia el s. II a. C. quedó fijada la forma genérica de los vijara: las celdas de meditación, o en todo caso pequeñas cámaras, en torno a un espacio central; el vijara está emplazado al costado de un chaitia (stupa), que frecuentemente se incluye al fondo del área frente a la puerta. Vijara y chaitia constituyen en conjunto un sangharama, « jardín » o « residencia » de la Sangha. En el centro y norte de la India se presenta en formas trogloditas como es el caso de las cuevas de Ajanta. Esta disposición se reencontrará más tardíamente en las grutas de Mogao.

A partir del siglo I surgen los grandes monasterios-universidad como el de Nalanda o el de Anuradhapura en Sri Lanka. Entonces se nota que el vijara ha evolucionado según dos grandes vertientes: la de los templos-monasterios anejos a las localidades o la de centros universitarios.

Los monasterios y templos budistas de las regiones Mahāyāna ('gran camino', China, Corea, Japón, Vietnam y la propia India hasta el siglo VI-VII) y Vajrayāna ('camino del diamante', mayoritario en el Tíbet), regiones en donde la retreta o "descanso" durante la vassa o estación lluviosa jamás ha sido muy respetada, poseen su propia historia arquitectónica y reciben diferentes denominaciones según las zonas.